# Alfredo da Silva Moreira
Alfredo da Silva Moreira (Niterói, 25 de janeiro de 1871 – Rio de Janeiro, 17 de maio de 1957) foi um farmacêutico brasileiro.
Foi eleito membro da Academia Nacional de Medicina em 1916, ocupando a Cadeira 98, que tem Adolfo Frederico Luna Freire como patrono.